# Диванні війська
Диванні війська — саркастичний термін, який використовується для позначення осіб, що активно висловлюють думки щодо військових конфліктів, політики та міжнародних подій через інтернет, не маючи при цьому реального бойового досвіду або відповідної освіти. Часто цей термін вживається з критикою або іронією.

## Походження
Вперше вживання терміну почало з'являтися в блогах і соціальних мережах у 2000-х роках. Широке використання в українському інформаційному просторі здобув після початку російсько-української війни у 2014 році та особливо з 2022 року. Диван символізує комфорт, пасивність, а «війська» — активну участь, що створює контрастний і сатиричний образ.

## Характеристика
Типовими рисами представників «диванних військ» є:
- Надмірна впевненість у своїй "експертності"
- Відсутність військової служби або бойового досвіду
- Використання воєнної термінології, часто з помилками
- Активне коментування дій армій, стратегій, політичних рішень
- Поширення мемів, карт та "аналізів", іноді фейкових

## Вплив
«Диванні війська» можуть як поширювати дезінформацію та паніку, так і виступати в ролі рупора пропаганди або масової мобілізації настроїв. У деяких випадках користувачі діють на основі щирих намірів, однак їхня діяльність може шкодити інформаційній безпеці.

## Використання в культурі
У інтернет-мемах часто зображують «диванних воїнів» у домашньому одязі з ноутбуком, що «керують фронтом». Термін став частиною сучасного сленгу, особливо під час воєнних криз.

## Критика
Фахівці вважають, що надмірна присутність "диванних експертів" може:
- Знижувати довіру до справжньої аналітики
- Викликати хибне уявлення про реальні події
- Призводити до поширення фейків або знецінення справжніх досягнень військових